# Walter Guggenberger
Walter Guggenberger (Landeck, 23 agosto 1947) è un politico e funzionario austriaco (SPÖ).
Dal 1983 al 1999, Guggenberger era un membro del Consiglio Nazionale d'Austria.
Guggenberger ha frequentato la scuola elementare dal 1953 al 1957 e poi ha passato i suoi esami finali al liceo di Landeck. Dopo questo Guggenberger ha studiato giurisprudenza presso l'Università di Innsbruck e si è laureato con il grado accademico Mag. jur. nel 1972. 
Dal 1980 Guggenberger è consigliere comunale a Landeck. Dal 30 marzo 1999 al 20 ottobre 2003, era rappresentante del Parlamento Tirolese e leader del partito SPÖ nel Tirolo. Nel 1992 ha fondato con Andreas Maislinger e Andreas Hörtnagl il Servizio civile Austriaco per la Memoria della Deportazione e della Shoah (Gedenkdienst).
Nel 1992 Walter Guggenberger ha ricevuto la Gran Decorazione d'Onore in Argento e la Gran Decorazione d'Onore in Oro nel 1999 della Repubblica Austriaca.